# 新加坡人民主動力
新加坡人民主動力（Singaporeans for Democracy，縮寫 SFD），是新加坡一个以人權及政治議題為主軸的非政府组织。該組織於2009年由活躍的學者詹姆斯·戈麦斯和一些经验丰富的社会和政治活动家所組成，其主要目的是在新加坡推動政治和社会改革，以及促进多党派的公民权利和政治平台。

## 外部連結
- 官方網站